# Aer

Compoziția aerului

Aerul este amestecul de gaze alcătuind straturile inferioare ale atmosferei Pământului.

## Compoziția aerului
După volum, aerul (atmosfera Pământului) conține:
| Componentele principale - 78,084% Azot (N2) - 20,947% Oxigen (O2) - 0,934% Argon (Ar) - 0,03% Dioxid de carbon (CO2) | Urme de: - Neon (Ne) - Heliu (He) - Kripton (Kr) - Dioxid de sulf (SO2) - Metan (CH4) - Hidrogen (H2) |

Cantitatea de vapori de apă din aer variază considerabil depinzând de vreme, climă și altitudine.

## Proprietăți fizice
Masa molară a aerului este de 28,9586±0,0002 g/mol.
Aerul la temperaturi destul ridicate față de temperatura sa de fierbere (−194,25 °C, v. mai jos) se comportă practic ca un gaz ideal, ca urmare densitatea sa, ρ, se poate calcula din ecuația termodinamică de stare a gazului ideal:
{\displaystyle pV={\frac {nR_{a}}{T}}}
care pentru n = 1 mol poate fi adusă la forma:
{\displaystyle \rho ={\frac {1}{V}}={\frac {p}{R_{a}T}}}
unde 
p este presiunea, în Pa,
{\displaystyle R_{a}={\frac {R}{M}}={\frac {8314,47}{28,9586}}=287,116} J/kg este constanta Regnault pentru aer.
La presiune normală (p = 101325 Pa) relația de calcul a densității aerului devine:
{\displaystyle \rho ={\frac {101325}{287,116\,T}}={\frac {352,906}{T}}.}
Tabelul următor conține câteva valori calculate cu această relație.
| Temp. [°C] | -100   | -50    | 0      | 50     | 100    | 200    | 500    | 1000   |
| Temp. [K]  | 173    | 223    | 273    | 323    | 373    | 473    | 773    | 1273   |
| ρ [kg/m3]  | 2,0382 | 1,5815 | 1,2920 | 1,0921 | 0,9457 | 0,7459 | 0,4565 | 0,2772 |

Capacitatea termică masică la presiune constantă, cp, în intervalul de temperatură 0–100 °C la presiune normală (1 atm = 101325 Pa) este prezentată în funcție de temperatură în tabelul următor.
| Temp. [°C]   | 0     | 10    | 20    | 30    | 40    | 50    | 60    | 70    | 80    | 90    | 100   |
| Temp. [K]    | 273   | 283   | 293   | 303   | 313   | 323   | 333   | 343   | 353   | 363   | 373   |
| cp [J/mol K] | 29,13 | 29,13 | 29,14 | 29,15 | 29,17 | 29,18 | 29,20 | 29,22 | 29,24 | 29,27 | 29,29 |
| cp [kJ/kg K] | 1,006 | 1,006 | 1,006 | 1,007 | 1,007 | 1,008 | 1,008 | 1,009 | 1,010 | 1,011 | 1,011 |

Coeficientul de dilatare volumică în funcție de temperatura T [K] se poate determina cu relația:
{\displaystyle \beta ={\frac {1}{T}}.}

## Aer comprimat
Aerul comprimat este aerul din atmosferă menținut sub o presiune mai mare decât cea atmosferică.

## Aer lichid
Aerul lichid se obține prin răcirea aerului sub temperatura de –140,6 °C (132,6 K) și menținere la o presiune de peste 3,79 MPa (37,9 bar).
Temperatura de fierbere a aerului lichid este de −194,25 °C (78,903 K).
Densitatea aerului lichid (la −194,25 °C) este de 30,215 mol/dm3, ≈875 kg/m3.